# Humberlito Borges
Humberlito Borges Teixeira (Salvador, Brasil, 5 d'octubre de 1980) és un futbolista brasiler. Va disputar 1 partits amb la selecció del Brasil.